# 6910 Ikeguchi
A 6910 Ikeguchi (ideiglenes jelöléssel 1991 FJ) a Naprendszer kisbolygóövében található aszteroida. Satoru Otomo és Muramacu Oszamu fedezte fel 1991. március 17-én.